# Bas van Hout
Bas van Hout (Amsterdam, 22 mei 1959) is een Nederlandse misdaadverslaggever met goede contacten in de onderwereld.

## Biografie
Van Hout groeide zonder vader op op de Amsterdamse Wallen en werd als jongetje aan een baantje geholpen door Maurits de Vries ("Zwarte Joop") die hem als pleegzoon behandelde. Van Hout leerde de journalist Ton van Dijk kennen. Hij werd zelf ook journalist en schreef voor De Telegraaf, Panorama, Nieuwe Revu en de Nederlandse edities van Penthouse en Playboy. Later werkte hij ook mee aan televisieprogramma's. Van Hout publiceerde boeken over Steve Brown (1995), met wie hij een langlopend conflict heeft, en over het CID/IRT-onderzoek naar Klaas Bruinsma (2000).
Op 26 september 2006 werd van Hout door de rechtbank anderhalf uur gegijzeld omdat hij zijn bronnen niet wilde prijsgeven rond de Mikado-zaak inzake Mink Kok.
Van Hout was van 1997 tot 2002 een informant van de Binnenlandse Veiligheidsdienst (BVD). Omdat dit door fouten van de Algemene Inlichtingen- en Veiligheidsdienst (AIVD) uitlekte kon hij zijn werk als misdaadjournalist niet meer goed uitvoeren. De toezichthouder Commissie van Toezicht op de Inlichtingen- en Veiligheidsdiensten (CTIVD) onderzocht de toedracht en hij kreeg na een civiele procedure een schadevergoeding van het Ministerie van Binnenlandse Zaken voor gederfde inkomsten.

## Televisie
- De Harde Kern (1998)
- Backsite (1999)
- Candid Crime (2000)
- One Way Ticket (2001)
- RTL Boulevard (als deskundige; 2003-2006)
- Barend & Van Dorp (als deskundige; 2003-2006)